# Shinigami Bocchan to Kuro Maid
Shinigami Bocchan to Kuro Maid (死神坊ちゃんと黒メイド?  lit. 'El Duque de la Muerte y la Doncella Oscura') es una serie de manga escrita e ilustrada por Koharu Inoue. Se ha serializado en línea a través de Sunday Webry de Shōgakukan desde octubre de 2017. Una adaptación de la serie al anime de J.C.Staff se estrenó el 4 de julio de 2021.

## Personajes
Duque de la Muerte (坊ちゃん Botchan?)
 Seiyū: Natsuki Hanae, Ángel Rodríguez (español de América)
Su nombre es Viktor, nombre que comparte con su abuelo. Un joven noble que fue maldecido por una bruja cuando era niño con un hechizo que drena toda la fuerza vital de todo lo que toca, hasta matarlo. Por eso, su familia lo repudió y lo envió a vivir en una propiedad separada dentro de un bosque con solo un mayordomo y su doncella Alice. Para ocultar su semblante, siempre usa una galera de copa alta y se viste con trajes de color oscuro. Su pasatiempo favorito es tocar el piano, lo que ve como alternativa en caso de ser desheredado. Aunque no lo quiera reconocer, sufre de Ailurofobia.
Alice Lendrott (アリス・レンドロット Arisu Rendorotto?)
 Seiyū: Ayumi Mano, Nycolle González (español de América)
Amiga de la infancia del duque y doncella personal que está enamorada de él. A pesar de saber que tocarlo puede matarla, a Alice le gusta coquetear con él, generalmente con resultados cómicos, en especial revelando parte de su bien proporcionada figura. La mayor parte del tiempo usa un vestido con velo negro, lo que le da el apodo de Doncella Oscura.
Rob (ロブ Robu?)
 Seiyū: Hōchū Ōtsuka, Óscar Bonfiglio (español de América)
El viejo mayordomo del duque y su único sirviente además de Alice. Es completamente devoto al duque, haciendo las tareas con una inusual velocidad a pesar de sus problemas de salud. Lleva un parche en el ojo derecho.
Viola (ヴィオラ Viora?)
 Seiyū: Inori Minase, Danna Alcalá (español de América)
Es la hermana menor del duque, y la que menos desprecia su existencia, molestándolo para divertirse. Le gustan los hombres mayores y siente algo por Rob, el principal motivo de las visitas al palacio de su hermano.
Walter (ウォルター Uorutā?)
 Seiyū: Yuma Uchida, Juanpi Macías (español de América)
El hermano menor del duque que fue elegido para reemplazarlo como heredero de la familia. A pesar de eso, Walter siempre tiene un sentimiento de inferioridad hacia su hermano y siempre intenta superarlo.
Cuff (カフ Kafu?)
 Seiyū: Wakana Kuramochi, Wendy Malvárez (español de América)
Una joven bruja que se hace amiga del duque y Alice. Cuff es experta en magia de fuego y trabaja en un circo con Zain.
Zain (ザイン Zain?)
 Seiyū: Hiroshi Kamiya, Pascual Meza (español de América)
Un mago con rasgos de pájaro y comportamiento pervertido que es el compañero de Cuff. Zain siempre intenta coquetear con Cuff, quien lo rechaza al principio, pero finalmente se entusiasma con él. Zain es hábil con la magia del tiempo, un rasgo raro y poderoso que lo convierte en el objetivo de otras brujas.
Dulles (ダレス Daresu?)
 Seiyū: Yōko Hikasa, Angélica Villa (español de América)
La líder de las brujas, reemplazando a su hermana mayor Sade. Al igual que Cuff y Zain, Daleth también se hace amiga del duque y Alice, ayudándoles a buscar una manera de romper la maldición del duque. En el pasado fue desfigurada por Sade y desde entonces disfraza su cabeza con magia como una calavera por vergüenza, hasta que Walter le hace un cumplido a su verdadero rostro, lo que también la enamora de él.
Sharon Lendrott (シャロン・レンドロット Sharon Rendorotto?)
 Seiyū: Kikuko Inoue, Alicia Barragán (español de América)
La madre de Alice que de alguna manera tiene una conexión con las brujas, a pesar de no ser una de ellas. Hace años, aparentemente fue asesinada por Sade, pero revive más adelante en la historia, reuniéndose con su hija.
Gerbera (ガーベラ Gābera?)
 Seiyū: Sayaka Ohara, Xóchitl Ugarte (español de América)
La madre del duque que lo repudió después de que fue maldecido. Detrás de su fachada estricta, ella todavía se preocupa por su hijo y quiere que rompa su maldición para que pueda regresar con la familia. Es buena amiga de Sharon.
Sade (シャーデー Shādē?)
 Seiyū: Yuko Kaida, Jahel Morga (español de América)
La principal antagonista y exlíder de las brujas. Sade es responsable de varios actos de crueldad como la maldición del duque, la cicatriz de Daleth y la aparente muerte de Sharon. Se dice que murió hace muchos años, pero generalmente se ven rastros de su magia, como una señal de que aún no estaba completamente destruida. Se revela después que Sade estuvo enamorada del abuelo del Duque, Victor pero este rechazó casarse con ella porque aún amaba a su difunta esposa.

## Contenido de la obra

### Manga
Shinigami Bocchan to Kuro Maid es escrita e ilustrada por Koharu Inoue. La serie comenzó en la página web Sunday Webry de Shōgakukan el 3 de octubre de 2017. Shogakukan ha recopilado sus capítulos individuales en dieciséis volúmenes tankōbon. El primer volumen se publicó el 12 de enero de 2018.

#### Lista de volúmenes
| Volúmenes de manga publicados | Volúmenes de manga publicados | Volúmenes de manga publicados |
| Número                        | Fecha de lanzamiento          | ISBN                          |
| ----------------------------- | ----------------------------- | ----------------------------- |
| 1                             | 12 de enero de 2018           | ISBN 978-4-09-128099-2        |
| 2                             | 12 de abril de 2018           | ISBN 978-4-09-128222-4        |
| 3                             | 9 de agosto de 2018           | ISBN 978-4-09-128480-8        |
| 4                             | 12 de noviembre de 2018       | ISBN 978-4-09-128697-0        |
| 5                             | 12 de febrero de 2019         | ISBN 978-4-09-128856-1        |
| 6                             | 18 de junio de 2019           | ISBN 978-4-09-129192-9        |
| 7                             | 12 de septiembre de 2019      | ISBN 978-4-09-129357-2        |
| 8                             | 12 de diciembre de 2019       | ISBN 978-4-09-129427-2        |
| 9                             | 12 de mayo de 2020            | ISBN 978-4-09-850106-9        |
| 10                            | 12 de octubre de 2020         | ISBN 978-4-09-850191-5        |
| 11                            | 12 de febrero de 2021         | ISBN 978-4-09-850402-2        |
| 12                            | 12 de mayo de 2021            | ISBN 978-4-09-850547-0        |
| 13                            | 12 de julio de 2021           | ISBN 978-4-09-850657-6        |
| 14                            | 12 de noviembre de 2021       | ISBN 978-4-09-850805-1        |
| 15                            | 10 de junio de 2022           | ISBN 978-4-09-851137-2        |
| 16                            | 12 de julio de 2022           | ISBN 978-4-09-851218-8        |

### Anime
El 2 de febrero de 2021 se anunció una adaptación de la serie al anime por J.C.Staff. La serie está dirigida por Yoshiki Yamakawa, con Hideki Shirane supervisando los guiones de la serie, Michiru Kuwabata diseñando los personajes y Gen Okuda y Takeshi Watanabe componiendo la música de la serie. El tema de apertura, «Mangetsu to Silhouette no Yoru» (満月とシルエットの夜 Mangetsu to Shiruetto no Yoru?, lit. Noche de luna llena y silueta), es interpretado por Natsuki Hanae y Ayumi Mano, mientras que el tema de cierre, «Nocturne» (夜想曲?  lit. Nocturno), también es interpretado por Mano. Se estrenó el 4 de julio de 2021 en Tokyo MX, BS11 e ytv. Funimation obtuvo la licencia de la serie fuera de Asia. Tras la adquisición de Crunchyroll por parte de Sony, la serie se trasladó a Crunchyroll obteniendo la licencia de la serie fuera de Asia.
Al final del último episodio de la primera temporada, se anunció que se había dado luz verde a una segunda temporada, Los miembros del personal regresan en sus respectivos papeles. que se estrenó el 9 de julio de 2023. El tema de apertura es «Kimi to Revue.», interpretado por Natsuki Hanae y Ayumi Mano, mientras que el tema de cierre es «Hoshikuzu Requiem.», interpretado por Nasuo☆.
Al final del final de la segunda temporada de la serie, se anunció que se había dado luz verde a una tercera temporada, que se estrenó el 7 de abril de 2024.
El 28 de marzo de 2022, Crunchyroll anunció que la serie había recibido un doblaje en español, que se estrenó el 28 de abril la primera temporada, y la segunda temporada (7 de diciembre de 2023).